# John Valentine Ellis
Pour les articles homonymes, voir John Ellis et Ellis.
John Valentine Ellis (1835-1913) est un journaliste et un homme politique canadien du Nouveau-Brunswick.

## Biographie
John Valentine Ellis est né le 14 février 1835 à Halifax. Journaliste de carrière, il brigue le siège de député fédéral de la circonscription de la Cité et Comté de Saint-Jean en 1874 mais il est battu. Il remporte toutefois les élections suivantes dans la circonscription de la Cité de Saint-Jean et est élu député libéral le 22 février 1887. Il est défait en 1891 mais retrouve son siège le 23 juin 1896.
Ellis est ensuite nommé sénateur le 3 septembre 1900 sur avis de Wilfrid Laurier et le reste jusqu'à sa mort, le 10 juin 1913.